# Aroa Gimeno
Aroa Gimeno Martínez (Baracaldo, Vizcaya) es una actriz y modelo española.

## Biografía
Aroa Gimeno siempre tuvo pasión por el mundo artístico ya que desde tan solo 4 años acudía a clases de ballet, gimnasia rítmica y teatro, al cumplir 18 años. Realiza estudios de Imagen y sonido y fotografía, que le apasiona. Después decide retomar sus estudios de Arte Dramático y para ello en 2003 deja su Bilbao natal y se traslada a Madrid, donde trabaja ocasionalmente como imagen en campañas como la firma de calzado XTI, la firma francesa E. Leclerc, Special K, Champú Grissi, Coffe Mate, Y fue chica Miller Lite en un comercial para Latinoamérica y EE. UU. Fue una de las cinco azafatas en el programa de televisión de 2004 de Antena 3 Hay trato. presentado por Carlos Sobera, en el que según el propio presentador las azafatas «no son chicas florero sino un punto de apoyo muy importante para el programa».
Su primer trabajo como actriz fue en un episodio de la serie Lobos, protagonizada por Sancho Gracia y Cayetana Guillén Cuervo. Poco después participa en un capítulo de la serie El comisario y en una película para televisión, El precio de una miss, donde trabaja junto a Kira Miró.
Año y medio más tarde le llega su papel como una del los siete protagonistas en la serie SMS (Sin miedo a soñar). La serie duró 2 temporadas de 185 capítulos, y de ella salieron intérpretes como Amaia Salamanca, Mario Casas, Yon González, María Castro y Martín Rivas.
Después de SMS, participa en un episodio de la serie Cuenta atrás.
En 2008 comienza a trabajar en la serie Amar en tiempos revueltos de TVE. En la ficción de época interpreta a Maribel.
En 2008, encarna uno de los personajes principales de 700 euros, diario secreto de una call girl de Antena 3. En la serie -que cuenta con un reparto de lujo, integrado entre otros por Mercè Llorens, Toni Cantó, Adriana Lavat y María Casal-, Aroa interpreta a Cristina, una joven que pierde a su hermana gemela en un accidente de tráfico al ir en estado de embriaguez e inicia un proceso de autodestrucción, introduciéndose en la prostitución de lujo para hacer daño a su familia y a sí misma.
También trabajó en la tercera y última temporada de la exitosa serie Sin tetas no hay paraíso, interpretando al personaje de Laura Moro y volviendo a coincidir con sus compañeras de reparto de la serie SMS.
Dio vida en el serial Valientes de Cuatro a Gema una profesora de baile muy aficionada a las motos, y a su vez en teatro interpretaba a Miss Casewell en la obra teatral de Agatha Christie La ratonera junto a actores como Gorka Otxoa, Leandro Rivera, Paco Churruca, Álvaro Roig, María Castro, Guillermo Muñoz y Maribel Ripoll.
Como ven los trabajos de Aroa no siempre han estado ligados a televisión, y también ha incursionado en el teatro e incluso el cine. En cine ha participado en 8 citas de Peris Romano, película coral donde interpreta al personaje de Laura. Poco después se ve inmersa en la ópera prima del director Freddy Mas Franqueza Amanecer de un sueño -galardonada con 3 premios (Mejor película Valenciana, Mejor interpretación masculina y Premio del público) en el Moscú International Film Festival- donde comparte cartel con Héctor Alterio y Alberto Ferreiro entre otros. Aroa interpreta a Bea, una dulce chica de pueblo enamorada de Marcel.
También ha trabajado en la tv movie El precio de una miss y varios cortometrajes, donde destacan el multipremiado cortometraje Zombies & Cigarettes, escrito y dirigido por Iñaki San Román jefe de guionistas de la serie Aída y Rafael Martínez, realizador. Este relato de zombis ha recibido muchos premios: ganador del Premio del Público del Festival Internacional de cortometrajes SHOTS, Premio al mejor Cortometraje Navarro, Premio a la mejor fotografía en el South African HORRORFEST y la mención especial del jurado en el 28.º Festival de Cine de Terror de Molins del Rei. Fue seleccionado en festivales como Hollywood Film Festival y el NYC Horror Film festival. En este cortometraje comparte protagonismo con Samuel Viyuela hijo del actor Pepe Viyuela
Otros cortos destacados donde ha participado son El efecto Rubik, de Peris Romano, DVD dirigido por Ciro Altabás o Marisa de Nacho Vigalondo, y Robando notas, de Roberto López Carneiro.
En teatro lo más destacado fue su papel en La Ratonera que interpretó durante 3 años y medio en aproximadamente 960 funciones de este gran clásico teatral, La ratonera, famosa obra de la célebre autora inglesa Agatha Cristie estuvo en el teatro Reina Victoria durante 1 año, haciendo después una gira por toda España para posteriormente regresar al teatro Muñoz Seca de Madrid por 6 meses más.
Aroa Gimeno estuvo nominada al premio a la mejor actriz en el Philadelphia Horror Film Festival por su trabajo en Zombies & Cigarettes.[cita requerida]
Actualmente reside entre México y España, en 2013 un proyecto cinematográfico con título Desde tu infierno le llevó a trasladarse a la Ciudad de México para tramitar su permiso de trabajo y residencia, como el rodaje del film se fue retrasando Aroa trabajo en una tvmovie para el mercado Hispano de los EE. UU. con título Karma donde trabajo junto a los actores mexicanos Armando Hermandez, Pascacio López entre otros y posteriormente en la serie El capo, el amo del túnel también junto a Armando Hernández, Pascacio López, Irineo Álvarez, Jose Sefami, Sandra Benjumea, Sebastian Caiceo, Christian Vázquez entre otros.
Serie basada en hechos reales sobre la vida del conocido narcotraficante Joaquín Guzmán Loera alías "El Chapo".
Después de estos proyectos Aroa comienza el rodaje del film Desde tu infierno Donde interpreta a Alejandra, la protagonista del film, una joven Española exiliada que tiene un hijo de 8 años que ve y siente cosas extrañas, largometraje de terror producido por el productor Ulises Puga y bajo el sello de CMediafilms.
En 2018 Aroa participa en la serie La piloto dando vida a la abogada Ana San Miguel, un papel donde le toca sufrir un secuestro, violación y humillaciones por parte de los villanos de esta serie de Televisa. En 2020 Aroa estrenó en México la cinta Animales humanos, thriller protagonizado por ella y Antonio de la Vega, Adriana Louvier y Néstor Rodulfo.

## Series de TV
| Año       | Serie                                      | Personaje            |
| --------- | ------------------------------------------ | -------------------- |
| 2022      | El Rey Vicente Fernández                   | Maritza              |
| 2021      | Luis Miguel: La serie                      |                      |
| 2020      | Decisiones: Unos ganan, otros pierden      | Policía              |
| 2018      | La piloto ll                               | Ana San Miguel       |
| 2016      | El Capo: el amo del túnel                  | Lucía                |
| 2015      | La sombra del pasado                       | Victoria             |
| 2010      | Valientes                                  | Gema                 |
| 2009      | Sin tetas no hay paraíso                   | Laura Moro           |
| 2008      | 700 euros, diario secreto de una call girl | Cristina             |
| 2008      | Amar en tiempos revueltos                  | Maribel              |
| 2007      | Cuenta atrás                               | Rosa                 |
| 2006-2007 | SMS (Sin miedo a soñar)                    | Sonia Delgado Jarana |
| 2006      | El comisario                               | Adriana              |
| 2005      | Lobos                                      | Ana                  |

## Cine
- Animales humanos (2019), Dir. Lex Ortega
- Desde tu infierno (2016), Dir. Alexis Pérez Montero.
- Karma (2015),
- Amanecer de un sueño (2009), dir. Freddy Mas Franqueza.
- 8 citas (2008) dir. Peris Romano y Rodrigo Sorogoyen.
- El precio de una miss (2004) dir. Carles Vila
- Amor sacro (2011).
- Robando notas, de Roberto Pérez Carneiro (2009)
- Marisas de Nacho Vigalondo (2009)
- Zombies & Cigarrettes de Iñaki San Román y Rafa Martínez (2008)
- Dario y Verónica de Alberto Rodríguez de la Fuente (2007)
- 1212 (mil doscientos doce) de Nicolás Alcalá (2007)
- El efecto Rubik de Peris Romano (2006).
- DVD de Ciro Altabás (2006).

## Teatro
- La ratonera, Miss Casewell, dirigida por Víctor Conde (2010-2012)